# Eyal Podell
Eyal Podell, né le 11 novembre 1975 à Tel Aviv, est un acteur américano-israélien. Il est également scénariste, en collaboration avec Jonathon E. Stewart où, ensemble, ils ont participé à l’écriture d’histoire et de scénario sur des films d’animations.

## Biographie
D'origine israélienne, Eyal Podell passe les deux premières années de sa vie à Tel Aviv puis vit à Hong Kong jusqu'à l'âge de huit ans avant que sa famille ne s'installe aux États-Unis, à Armonk. En 1997, il sort diplômé du Dartmouth College et part pour Los Angeles,.
Il fait ses débuts au cinéma en jouant le fils du personnage interprété par Al Pacino dans Révélations (1999) et donne la réplique à Gene Hackman dans En territoire ennemi (2001). Il est surtout connu pour son rôle récurrent dans le soap opera Les Feux de l'amour de 2006 à 2008. Il a également tenu un rôle récurrent dans la série 24 heures chrono et a fait partie de la distribution principale de la série Defying Gravity.
Marié avec Ashley Podell, il a une fille, Oren, née en 2006.

## Filmographie

### Scénariste
- 2020 : Scooby ! histoire originale avec Jonathon E. Stewart et Matt Lieberman
- 2019 : Angry Birds : Copains comme cochons histoire originale et scénario co-écrits avec Peter Ackerman et Jonathon E. Stewart
- 2018 : Yéti et Compagnie (participation non créditée) scénario co-écrit avec Karey Kirkpatrick, Glenn Ficarra, John Requa, Clare Sera et Jonathon E. Stewart
- 2017 : Cars 3 histoire originale co-écrite avec Brian Fee, Jonathon E. Stewart et Ben Queen

### Acteur
- 1999 : Révélations : le fils de Lowell
- 2001 : En territoire ennemi : Kennedy
- 2002 : Amours suspectes : Romilly
- 2006 : En territoire ennemi 2 : David Barnes

### Télévision
- 1999 : Undressed (série télévisée, 6 épisodes) : Joel
- 2001 : Ally McBeal (série télévisée, saison 4 épisode 16) : Whoople
- 2002 : À la Maison-Blanche (série télévisée, saison 4 épisode 5) : Michael Gordon
- 2003 : FBI : Portés disparus (série télévisée, saison 1 épisode 15) : Stanton
- 2003 : Charmed (série télévisée, saison 5 épisodes 22 et 23) : Roland
- 2004 : Angel (série télévisée, saison 5 épisode 13) : Sam Lawson
- 2004 : Les Experts (série télévisée, saison 5 épisode 4) : Kevin Stern
- 2005-2006 : Commander in Chief (série télévisée, 6 épisodes) : Eli Meltzer
- 2006 : NCIS : Enquêtes spéciales (série télévisée, saison 4 épisode 1) : Namir Eschel
- 2006-2008 : Les Feux de l'amour (soap opera, 148 épisodes) : Adrian Korbel
- 2008 : Dr House (série télévisée, saison 4 épisode 12) : Yonatan
- 2008-2009 : The Game (série télévisée, 3 épisodes) : Joe
- 2009 : 24 heures chrono (série télévisée, 4 épisodes) : Ryan Burnett
- 2009 : Defying Gravity (série télévisée, 13 épisodes) : Dr Evram Mintz
- 2011 : Bones (série télévisée, saison 6 épisode 20) : Burt Iverson
- 2012 : Au cœur de la famille (téléfilm) : Tyler
- 2013 : Monday Mornings (série télévisée, 3 épisodes) : Mark Ridgeway
- 2013 : Mentalist (série télévisée, saison 5 épisode 19) : Ian Percy
- 2014 : Esprits criminels (série télévisée, saison 10 épisode 3) : Charlie Hosswell